# Verfeil (Haute-Garonne)
Verfeil ist eine Gemeinde mit 3867 Einwohnern (Stand 1. Januar 2022) im Département Haute-Garonne in der Region Okzitanien. Sie liegt auf einem Hügel am Talrand des Flusses Girou.

## Geschichte
Von 1140 bis in die Mitte des 13. Jahrhunderts war Verfeil ein wichtiges Zentrum der Katharer. 1145 predigte Bernhard von Clairvaux im Ort gegen Häresie, doch als seine Reden ignoriert wurden, soll er Verfeil mit den Worten „Viridefolium, desiccet te Deus“ (Verfeil, möge Gott dich austrocknen). 1206 wurde in Verfeil eine wichtige Debatte zwischen Katharern und Katholiken abgehalten. Im katholischen Lager befanden sich unter anderem Diego de Acebo, der Bischof von Osma, und Dominikus; auf Seiten der Katharer diskutierten unter anderem Pons Jourda und Arnaud Arrufat.

## Baudenkmäler
Siehe: Liste der Monuments historiques in Verfeil (Haute-Garonne)

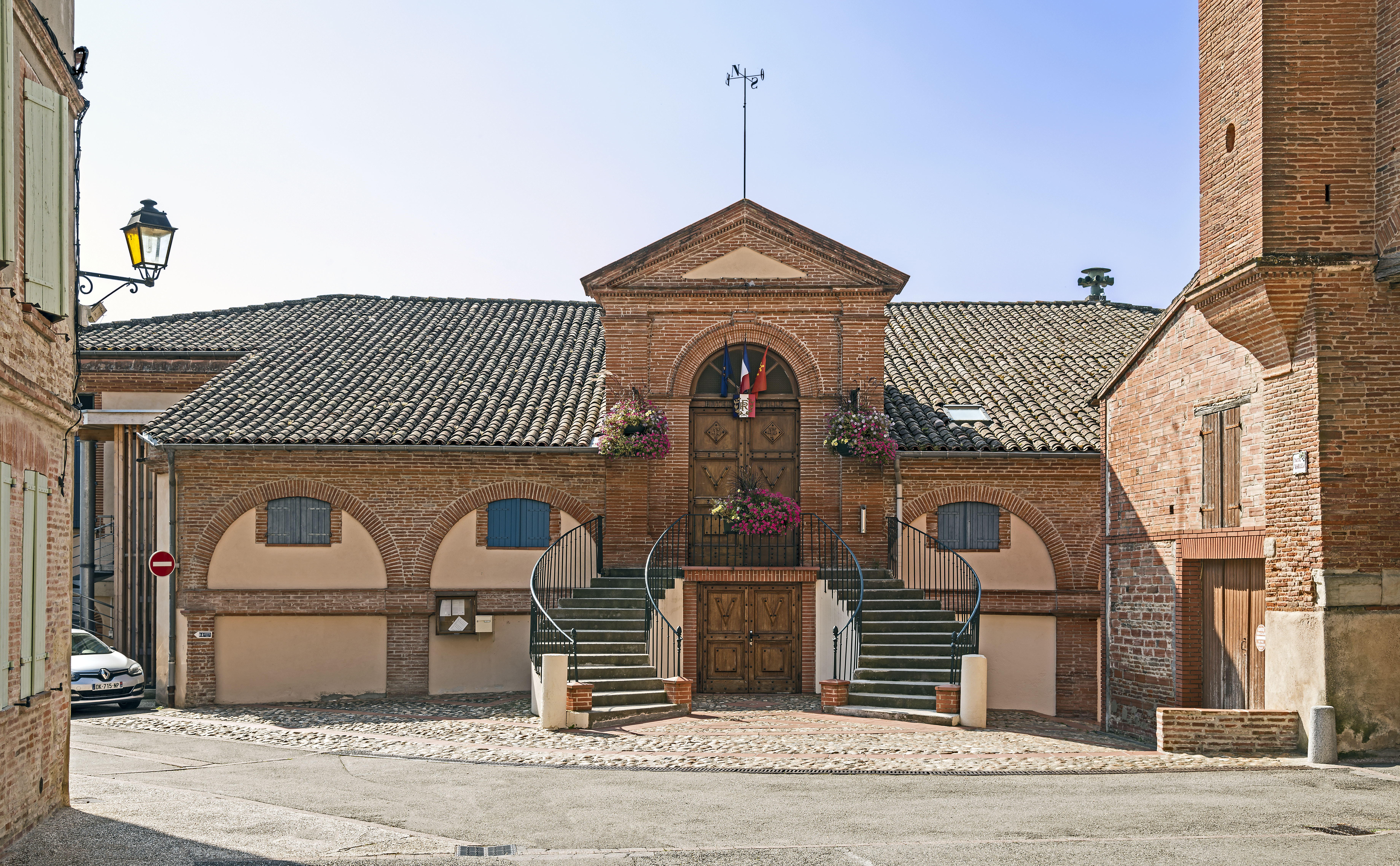
Rathaus
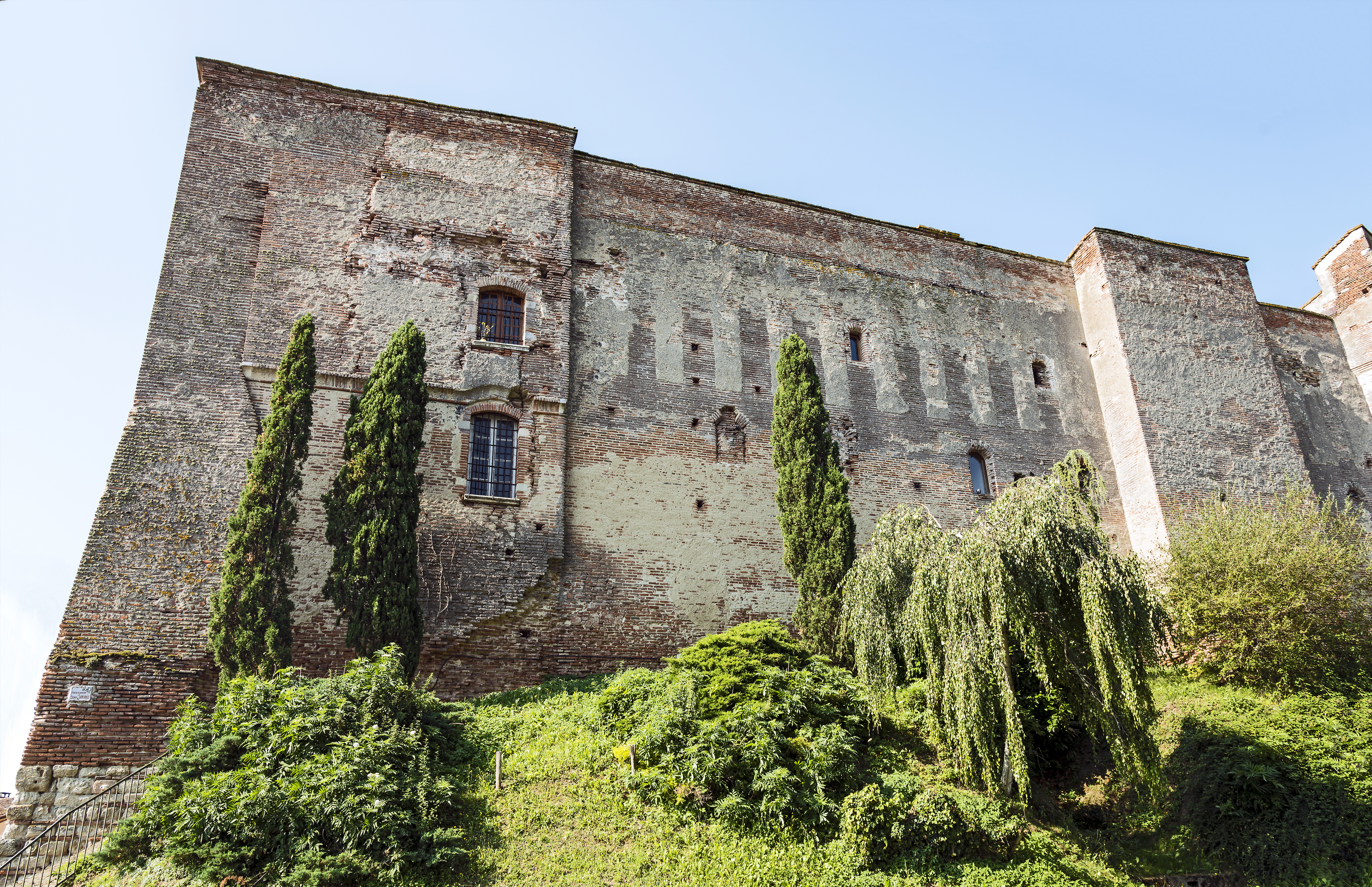
Burg
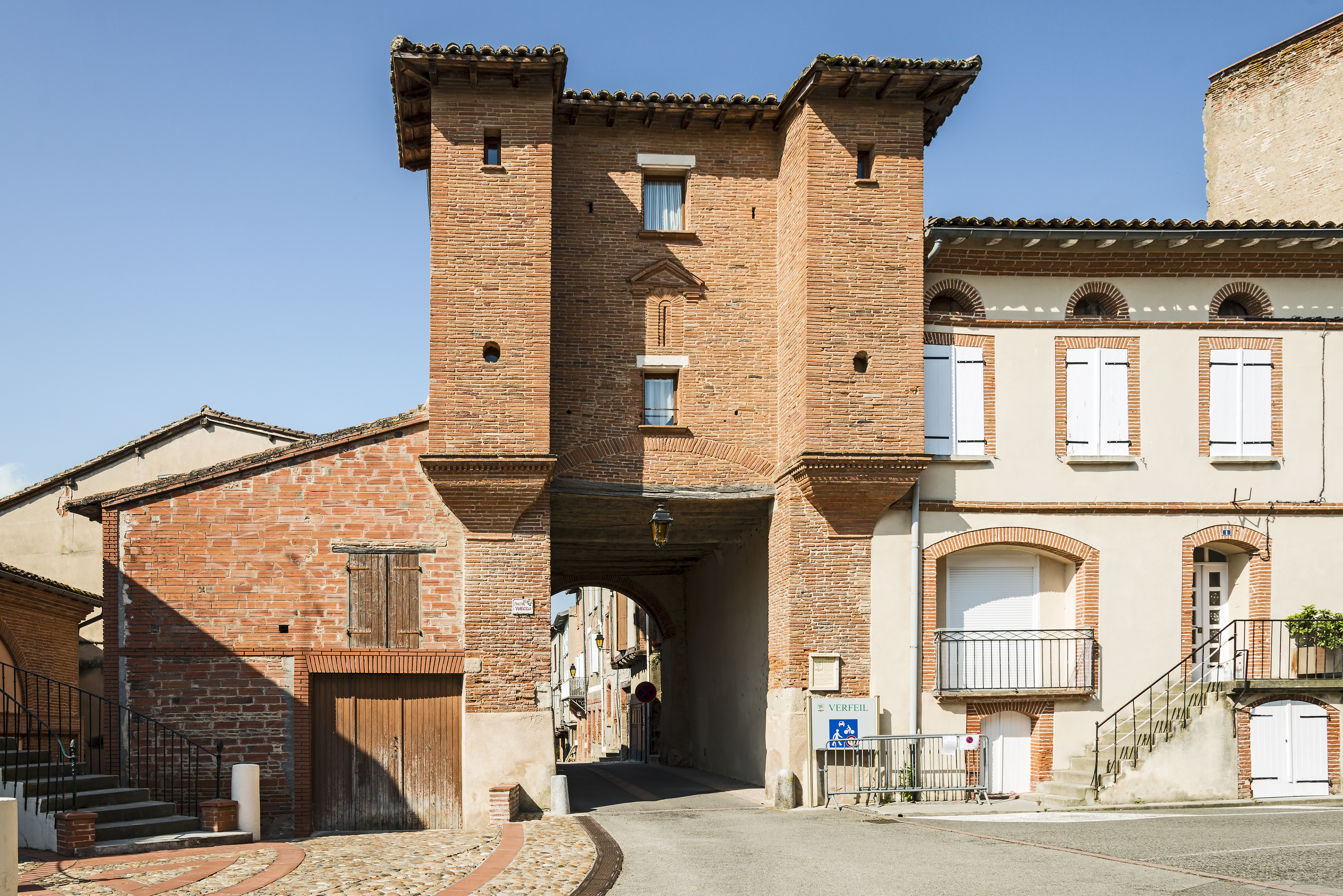
Porte Vaureze
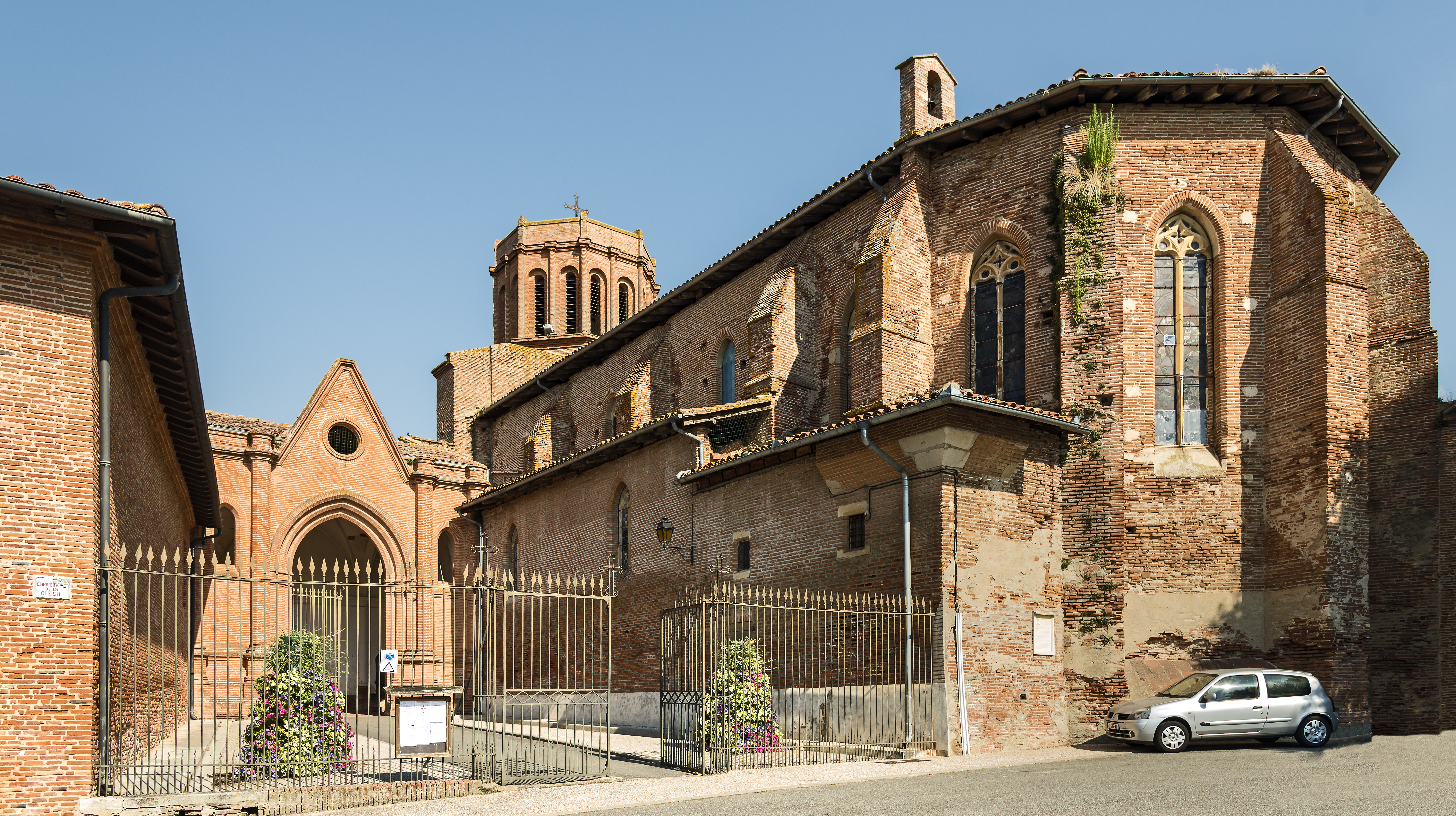
Kirche Saint-Blaise
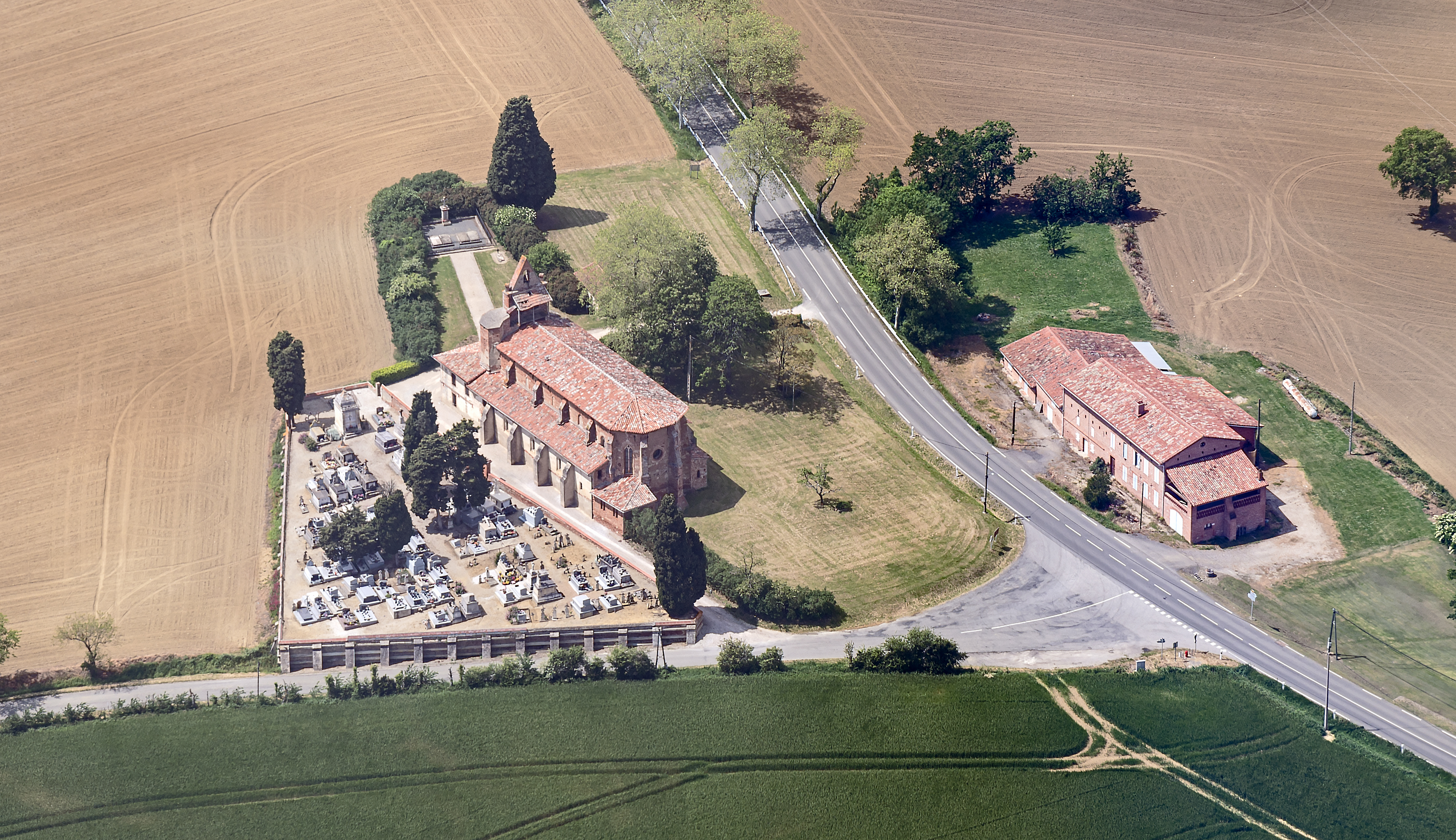
Kirche Saint-Sernin-des-Rais
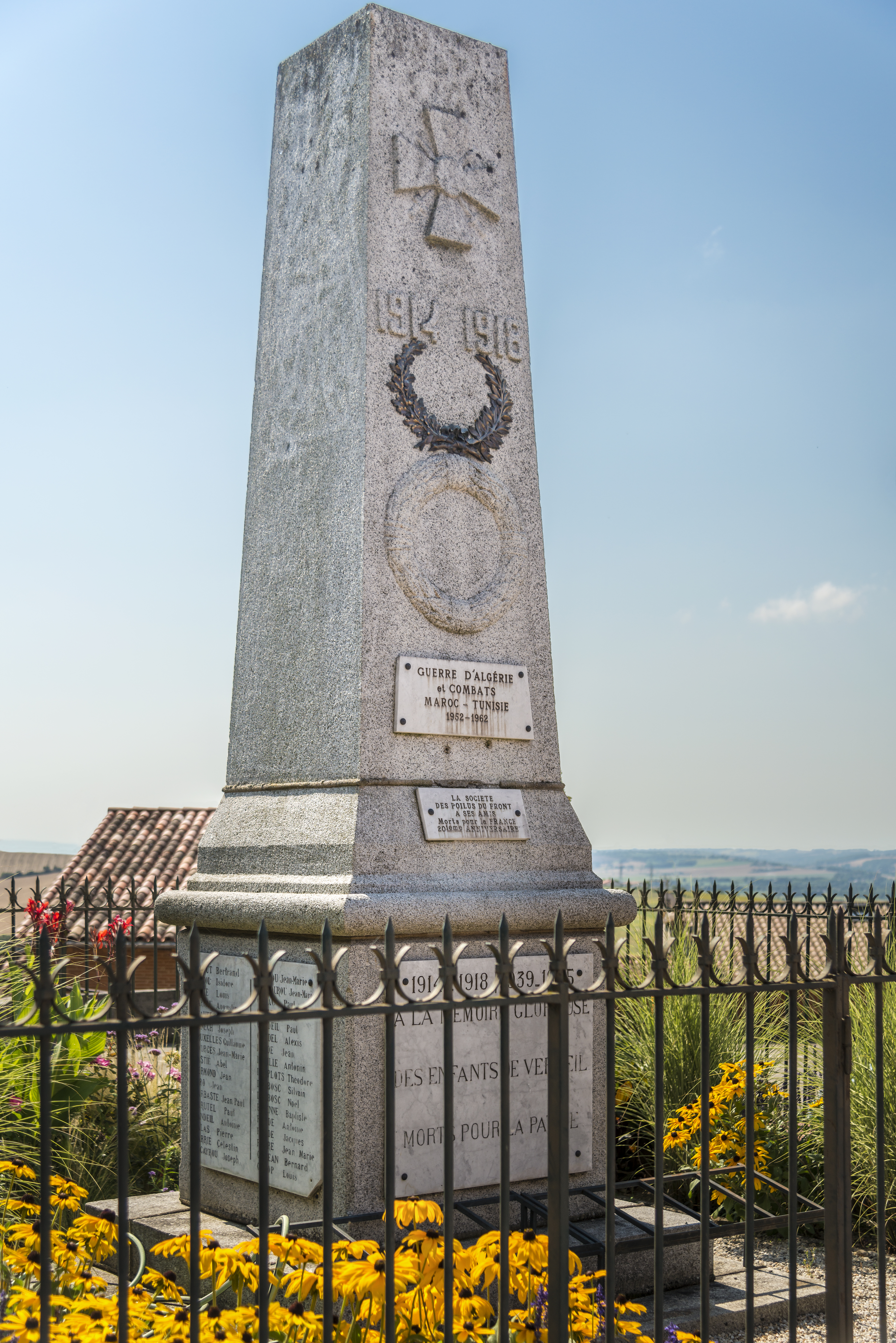
Kriegerdenkmal